# Druk Pol FC
El Druk Pol Football Club fue un equipo de fútbol de la A-Division, principal liga de fútbol de Bután. Su sede era la capital Thimphu. Actualmente es el equipo más laureado del fútbol de Bután, con ocho títulos.
En julio de 2017, el equipo fue suspendido de todas las competiciones por la Federación de Fútbol de Bután por mal manejo y desobediencia al árbitro durante un partido. Por lo tanto, el club decidió fusionar su personal y jugadores con el Tensung FC del Real Ejército de Bután.

## Jugadores

### Jugadores destacados
- Wangay Dorji
- Tandin Tshering
- Nima Sangay

## Palmarés
- A-Division: 8

1996, 1997, 1998, 1999, 2000, 2002, 2003, 2012.